# Мекерешть (Молдова)
Мекерешть (рум. Măcărești) — село в Унгенському районі Молдови. Адміністративний центр однойменної комуни, до складу якої також входить село Фресінешть.

## Населення
За даними перепису населення 2004 року у селі проживали 3285 осіб.
Національний склад населення села:
| Національність       | Кількість осіб | Відсоток   |
| -------------------- | -------------- | ---------- |
| молдавани румуни     | 3248 19        | 98,9% 0,6% |
| росіяни              | 11             | 0,3%       |
| українці             | 5              | 0,2%       |
| гагаузи              | 1              | < 0,1%     |
| інша / без відповіді | 1              | < 0,1%     |
| Всього               | 3285           | 100%       |

## Видатні персоналії
- Ян Райбург — молдовський композитор-пісняр.